# Catena del Pelion
La catena del Pelion (in inglese Pelion Range) è una catena montuosa situata nel Parco nazionale del monte Cradle e del lago St Clair e nella parte nord-occidentale dell'isola di Tasmania, in Australia.
La catena deve il nome al monte Pelio situato in Grecia. L'Overland Track, un percorso escursionistico molto famoso nella regione, attraversa il luogo insediandosi nel passo del Pelion e rendendo di conseguenza possibile esplorare diverse vette nel corso dell'avventura. Rientrano in tale gruppo montuoso alcune delle più alte vette situate in Tasmania, inclusa la maggiore dello stato, ovvero quella dell'Ossa (un'altra cima il cui toponimo è legato a un luogo greco). Questa raggiunge i 1.617 metri sul livello del mare e, come il resto della catena, è composta dal punto di vista geologico principalmente da dolerite di epoca giurassica.